# Tarte à masteilles
La tarte à maste(i)lles est une spécialité de la ville d'Ath, dans le Hainaut, en Belgique.

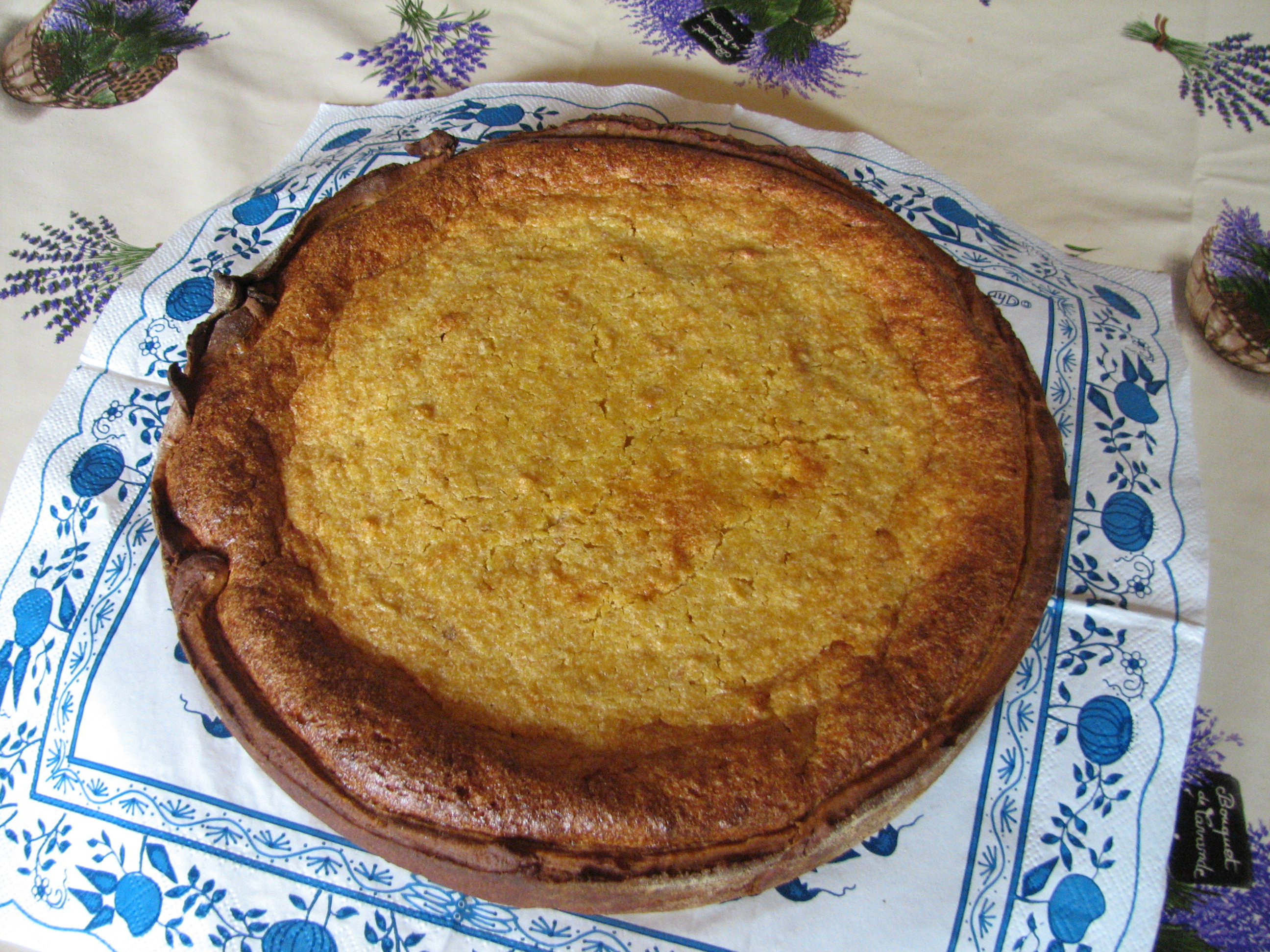
Tarte à masteilles.

## Une spécialité typiquement athoise
Les ingrédients principaux sont les « maste(i)lles » (sortes de petits pains secs), le sucre, le lait, les œufs, les macarons et les amandes douces et amères. Certains ajoutent des petits raisins secs. Chaque famille a sa propre recette et les proportions varient sensiblement de l'une à l'autre.
Cette tarte est attestée dès 1529 mais c'est en 1810 qu'apparaît la mention « tarte gouyasse » (Goliath en dialecte local), la situant directement dans le cadre de la célèbre ducasse d'Ath, inscrite au patrimoine culturel immatériel de l'humanité (PCI) de l'Unesco. En effet, cette tarte n'est consommée qu'au moment de cet événement folklorique, entre le samedi qui précède le 4e dimanche d'août et le 8 septembre. On la sert avec un verre de vin de Bourgogne.

### Recette sur wikibooks
- Recette de la tarte à masteilles